# Mônica Passos
Mônica Passos (anhörenⓘ; * 29. November 1956 in São Paulo) ist eine brasilianische Schauspielerin und Sängerin.

## Wirken
Passos, die seit 1980 in Frankreich lebt, trat bereits im Folgejahr bei Jazz à Juan auf. In den nächsten Jahren war sie als Schauspielerin tätig, unter anderem bei Augusto Boal. Als Sängerin war sie in Europa und Nordamerika auf Gastspielreise und stellte ein vorwiegend auf Werken von Egberto Gismonti, Hermeto Pascoal, Milton Nascimento und Caetano Veloso aufbauendes Repertoire vor; seit den 1990er Jahren sind eigene Songs, Jazzstandards und französische Chansons (insbesondere von Léo Ferré) hinzugekommen. 2002 trat sie mit Michel Portal und Bernard Lubat auf. Emmanuel Bex stellte sie als Sängerin in seinem Album Organ Song (2006) heraus. Sie ist auch mit dem Ensemble Correspondance um Daniel Beaussier (Sans(e)krit, 1990) und auf dem Album Song Song Song von Baptiste Trotignon zu hören. Bernard Lavilliers hat ihr Lied À suivre interpretiert.
1988 erhielt Passos für ihr Schauspiel Dama de paus, das sie im Sentier des Halles in Paris aufführte, den Prix Piaf. 1993 stufte Le Monde ihr Album Casamento unter den „100 besten Alben des Jahres“ ein. 2005 wurde sie mit dem Django d’Or in der Kategorie „Weltmusik“ ausgezeichnet.

## Diskographie
- Dama de Paus, Socadisc, 1989
- Casamento, Rue bleue, 1993
- Les chiens aboient et la caravane passos, Universal, 1998
- Banzo, Night & Day, 2003
- Emmanuel Bex Organ Song (mit Jerôme Barde, Frédéric Monino, François Laizeau), Naïve Records, 2006
- Lemniscate, Archieball, 2008 (mit Archie Shepp)

## Filmographie
- 1992: Au bord du monde – Fernando Pessoa, Regie: Valerie Uttscheid
- 1992: Le cercle de minuit (Folge der Fernsehserie)
- 2003: Jazz à Porquerolles, Regie: Frank Cassenti
- 2006: L'Île du jazz, Regie: Frank Cassenti